# George Reneau
George Reneau, född 1901 i Jefferson County, Tennessee, död i december 1933 i Knoxville, Tennessee, även kallad The Blind Minstrel of Smoky Mountains, var en tidig amerikansk countrymusiker. Reneau var en av de första landsbygdsmusikerna som spelades in på grammofonskiva.

## Biografi
Inte mycket är känt om George Reneaus liv. Den blinde Reneau spelade gitarr och munspel. Liksom många andra blinda musiker tjänade han sitt uppehälle som gatumusikant.  
I april 1924 reste Reneau till New York, där han gjorde flertalet inspelningar för Vocalion Records. Men producenten ansåg att hans röst var för grov så sångaren Gene Austin fick sjunga istället för Reneau som spelade gitarr och munspel. Dessa inspelningar utgavs senare av Vocalion under namnet Blue Ridge Duo. Slutligen fick Reneau också spela in några låtar utan Austin, som också släpptes. Dessa inspelningar gjordes hösten 1925. Bland de välinövade sångerna var "On Top of Old Smoky", som också spelats in under årtionden av olika andra countrymusiker. 
Reneau själv återvände till Knoxville, Tennessee efter sina inspelningar, där han åter framträdde som gatumusikant. Andra inspelningar följde inte; under återstoden av sitt liv levde han i fattigdom. Han dog i Knoxville 1933.